# Женщины в Латвии
Женщины в Латвии — это все женщины, проживающие в Латвии, родом из неё и родившиеся в ней. На социально-правовой статус женщин в латвийском обществе повлияли его история, геополитическое положение и культура. Статус женщин в Латвии претерпел множество изменений на протяжении истории, тем более что её территории были частым центром конфликтов и завоеваний как минимум между четырьмя крупными державами: Государством Тевтонского ордена, Речью Посполитой, Швецией и Российской империей. В XX веке Латвия была частью Советского Союза, затем в 1990-х годах она пережила период социально-экономических потрясений, после чего в 2004 году вступила в Европейский союз.
Латвия, хотя и небольшая страна с населением менее 2 миллионов человек, является многоэтнической страной, и поэтому опыт латвийских женщин может отличаться в разных группах.

## Обзор
До XIX века женщины были исключены из политических процессов, не имели прав собственности и должны были вести домашнее хозяйство. Латвийские женщины получили право голоса после провозглашения независимости Латвии в 1918 году. В последние десятилетия статус и роль женщин постепенно трансформировались, поскольку Латвия восстановила свою независимость от Советского Союза и присоединилась к межправительственным организациям, продвигающим равенство обоих полов, таким как Европейский союз. Латвия была первой страной среди стран бывшего Восточного блока, где главой государства стала женщина, бывший президент Вайра Вике-Фрейберга. В Латвии также была женщина-премьер-министр Лаймдота Страуюма. Европейский индекс гендерного равенства показывает, что Латвия по-прежнему занимает место ниже среднего по Европейскому союзу по вопросам гендерного равенства, занимая 18-е место из 28 государств-членов. Хотя женщины составляют более половины нынешнего населения Латвии, они по-прежнему недостаточно представлены в политике, получают более низкую заработную плату по сравнению с их коллегами-мужчинами, и от них по-прежнему ожидается, что они будут выполнять традиционную гендерную роль. Соответственно, относительно недавним явлением стала борьба женщин за поиск баланса между работой и личной жизнью. Понятие гендерного равенства относительно новое в Латвии. В последнее десятилетие, синхронно с феминистскими движениями по всему миру, в Латвии постепенно вновь возникло собственное женское движение.

## История

### До обретения независимости
Этнографические исследования и изучение обычного права региона, в том числе латгальского и куршского, позволяют сделать вывод, что с VII по XIII века женщины в Латвии не имели права собственности или права голоса. Согласно праву наследования, только сыновья могли получить в собственность землю. Это диктовало социальный статус и роль женщины в обществе. Дочерям можно было завещать только движимое имущество, например, приданое в виде денег, мебели и одежды. Мужчина-опекун женщины, чаще всего отец, брат или муж, вместо женщины брал на себя общественные обязанности и права, связанные с этим имуществом.

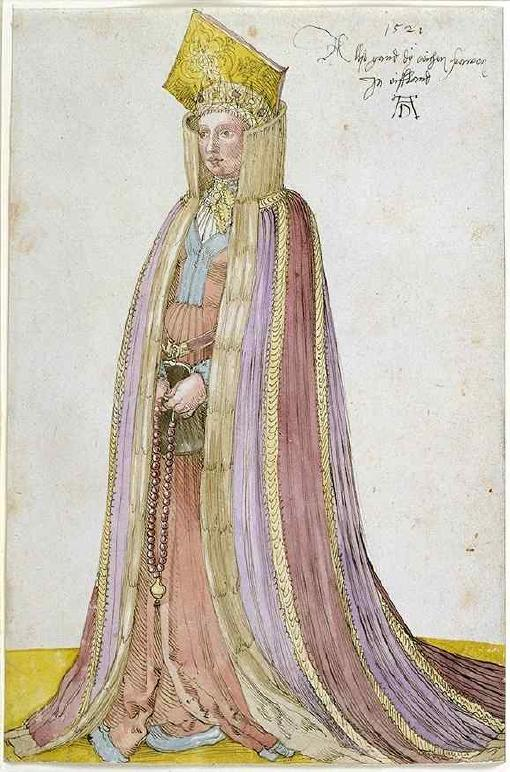
Ливонская женщина

На трёх дохристианских кладбищах Леясбитень, Саласпилс Лаукскола и Чункани-Дренгери археологический материал демонстрирует более высокое социальное положение мужчин в обществе. На всех трёх кладбищах было кремировано больше мужчин, чем женщин. Кремация была утомительным и трудоёмким мероприятием. Таким образом, было высказано предположение, что кремировались только женщины с высоким социальным положением, в то время как пропорционально более высокая кремация мужчин также может быть объяснена участием мужчин в различных конфликтах и Ливонской гражданской войне. Кроме того, женщин часто не хоронили на кладбищах, так как их брали в плен во время повторяющихся набегов.
Эксгумации показывают, что женщины до XIX века в Латвии имели значительно более короткую продолжительность жизни по сравнению с мужчинами. Это можно объяснить проблемами, вызванными частым размножением и неадекватным питанием, с которыми не сталкивались их мужчины, поскольку их социальное положение в качестве солдат обеспечило им приоритет в еде и медицинских ресурсах. Роды были сопряжены с большим риском осложнений, так как медицинская помощь была ограничена, а акушерками выступали пожилые женщины. При наличии баня была самым гигиеничным местом для родов. Постоянные беременность, роды и кормление грудью вызывали снижение уровня кальция и влияли на костную и зубную систему. В конечном итоге все эти факторы приводят к снижению иммунной системы и неспособности бороться с инфекциями. Однако с XIX века повышение уровня жизни, образования и здравоохранения значительно увеличило продолжительность жизни женщин. В XIX веке были созданы специальные школы для девочек с обучением русскому или немецкому языку. Получить образование в крестьянской среде было по-прежнему сложно.

#### Латышская народная одежда и внешний вид

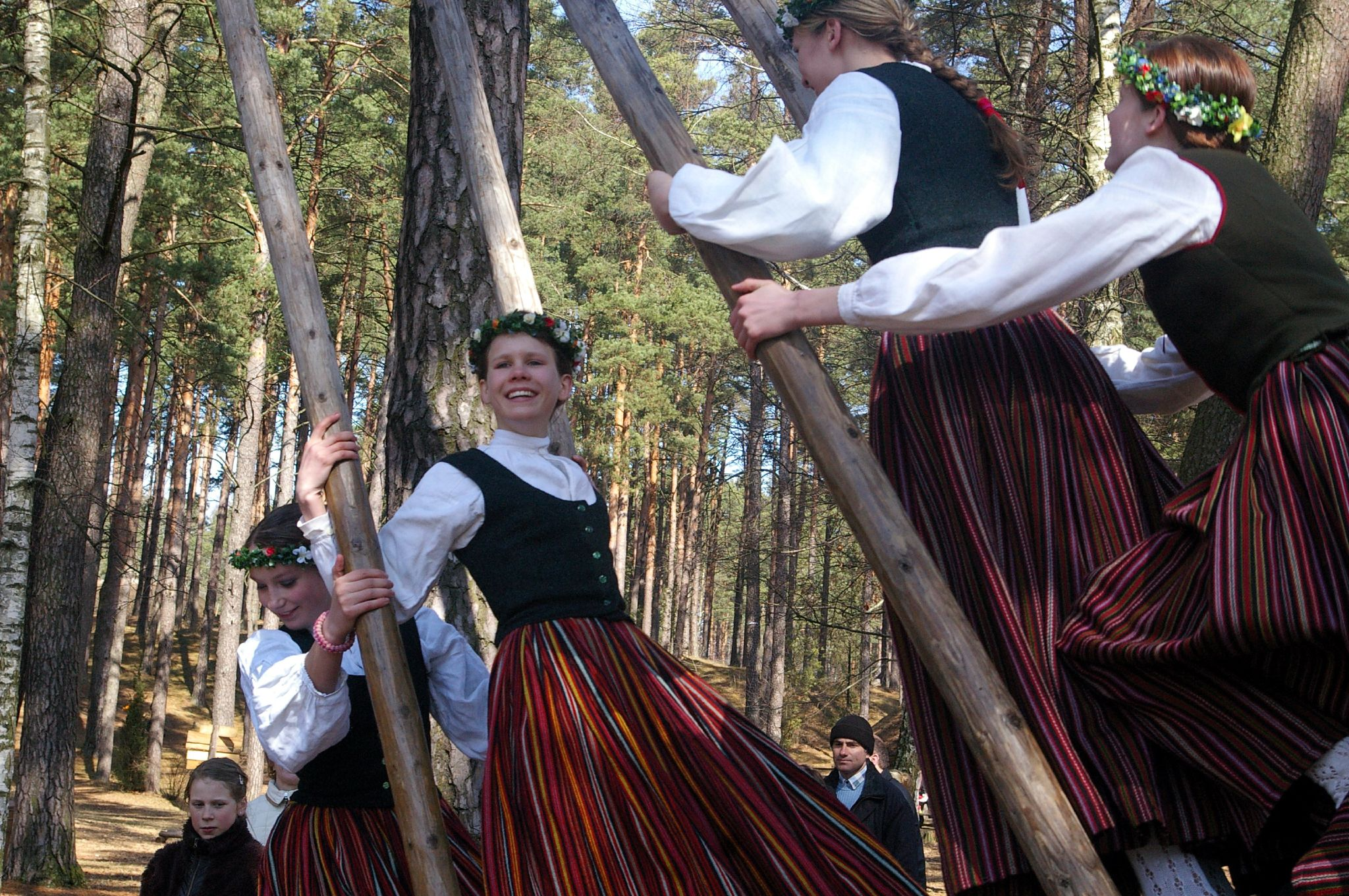
Латышские женщины кружатся в народных костюмах во время праздника

Народная одежда имела и до сих пор играет важную символическую роль в латышском обществе, сохраняя национальное культурное наследие, она создала единое чувство идентичности среди латышей. Разнообразие народных костюмов показывало социальный статус, а также представляло разнообразие регионов Латвии и их традиции посредством вариации цвета и дизайна. Женщины носили льняные рубашки и длинные юбки, а также шерстяные платки (шали) и пальто различной длины. В период с VII по XIII века, известный как период «древней одежды», бронзовые украшения были очень популярны среди женщин; от колец до сактов (латышских брошек). Они были приобретены с торговых путей Северной и Восточной Европы, а также Ближнего Востока. Большая часть одежды, которую носят женщины, была местного производства. Одежда была сделана из льняной и шерстяной ткани, а кожа и мех, полученные от диких или домашних животных, использовались для изготовления обуви.
Всё более сильное немецкое влияние, начиная с XII века, оказало значительное влияние на женскую моду. Бронзовые украшения были заменены серебряными. Латышские броши, которыми завязывали шали, украшали разноцветными камешками и бусинами. Тогда же появилась традиция вязать шерстяные варежки, носки и перчатки, которые, как и юбки, которые носили латышские женщины, представляли региональные разновидности за счёт различий в цвете и использовании орнаментов. Записи второго периода, датируемого XVIII—XIX веками, называемого «этническим» периодом, показывают, что большинство латышских крестьян всё ещё носили одежду из льняных и шерстяных тканей, чаще всего белого и серого цветов. Цвета жёлтый, зелёный, синий и красный использовались в декоративных целях.
К концу XIX века богослов Отто Вебер собрал первые систематизированные антропологические данные о сорока латышских женщинах в возрасте от 17 до 60 лет. Проводя свое исследование в регионе Курземе (Курляндия), он отметил, что у латышских женщин светлая кожа и светлые или светло-каштановые волосы, прямые или слегка волнистые, тёмно-каштановые волосы встречаются редко. Цвет глаз латышских женщин голубой, серый или их смесь, редко карие глаза. Вебер отметил лицо овальной формы с прямым носом и ртом среднего размера, с прямыми зубами. Рост латышских женщин от среднего до высокого, с хорошо сложенным, пропорциональным телом. По наблюдениям Вебера, латышские женщины обычно не имеют избыточного веса. Это исследование было поддержано различными отчётами путешественников по Латвии, например, в работе 1878 года «Живописная Россия».

### Период независимости

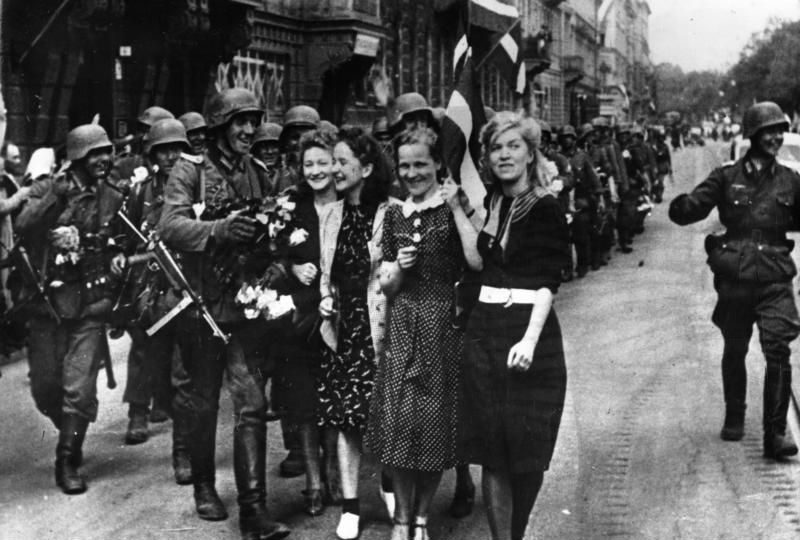
Латвийские женщины приветствуют немецких солдат, вступающих в Ригу в 1941 году

После обретения Латвией независимости в 1918 году латышские женщины стали политически равными мужчинам; оба пола старше 21 года могли голосовать на выборах в Конституционное собрание. С 1917 года женщины также могли быть приняты на дневное отделение в университеты. Наиболее часто они выбирали исследования в области естественных наук и медицины. Это контрастирует с правами латвийских женщин под властью Российской империи. Главным мотивом женщин, пытавшихся пройти в парламент, было принятие закона, предоставляющего равные права по гражданскому и трудовому законодательству. В первой Конституционной ассамблее 5 из 150 избранных членов были женщинами. Однако на выборах в Первый Сейм в 1922 году это число сократилось, и только в 1931 году в парламент была избрана первая женщина-депутат Берта Пипиня. Во время своего пребывания в парламенте Берта Пипиня выступала за законодательные изменения, которые защитят права женщин. Маскулинная риторика доминировала в межвоенный период. В межвоенный период женщины зарабатывали значительно меньше, чем их коллеги-мужчины. Из-за давних стереотипов о месте женщины дома как матери и жены женщинам было трудно занимать руководящие должности. Вопросы прав женщин всё чаще обсуждались. В частности, гражданские законы об опеке и наследственном праве. В период между двумя мировыми войнами количество браков и рождаемость сокращались. Это можно объяснить экономической депрессией середины 1930-х годов.

### Советский период
Во время советской власти, помимо роли матери и жены, женщины стали ещё и работницами. В 1989 году более половины рабочей силы составляли женщины. Как равноправные граждане женщины получали социальные пособия и социальное обеспечение, включая услуги в области здравоохранения и ухода за детьми. Безработица была необычной для женщин в Латвии. Однако среди безработного населения Латвии большинство составляли женщины. Женщины с высшим образованием, как правило, первыми увольнялись во время экономического спада. Выбор работы был в основном ограничен «женскими» работами, такими как секретари и медсёстры. Не многие женщины занимали руководящие должности. Таким образом, заработная плата не была равна зарплате мужчин Латвии, а женщины всю жизнь оставались зависимыми от своих супругов. Смит предполагает, что трудовое равенство не рассматривалось как преимущество, поскольку оно увеличивало объём работы, которую должны были выполнять женщины. В Советской Латвии в большинстве случаев только члены коммунистической партии могли занимать политические руководящие должности. К 1945 году только четверть латвийских коммунистов составляли женщины. К 1960-м годам этот показатель увеличился почти на 4 %. Участие латвийских женщин в политике в советское время было очень ограниченным, о чем свидетельствует их бездействие в коммунистической партии. В советское время многие латвийские женщины, как и мужчины, были объявлены «врагами народа» и подвергнуты судебному преследованию. Во время операции «Прибой» 1949 года около 19 535 латвийских женщин были депортированы в ссылку в Сибирь. Операция была направлена против тех, кто выступает против коллективного хозяйства и поддерживает латвийские движения сопротивления, таких как Лесные братья.

### Постсоветский период

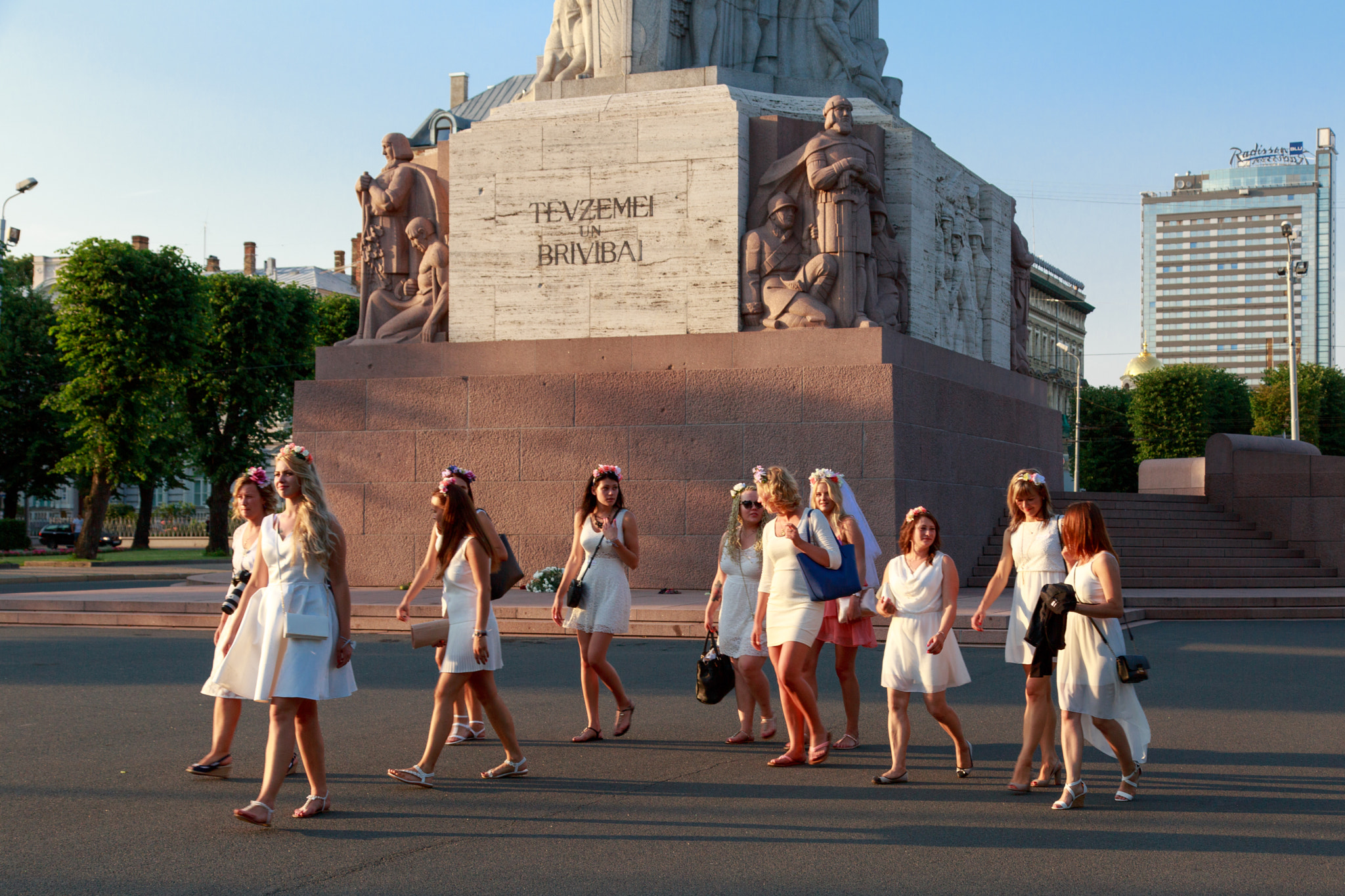
Женщины у памятника Независимости

Как и в других бывших коммунистических странах, переходный период характеризовался социально-экономической дестабилизацией и трудностями.
С восстановлением независимости Латвии женщины снова стали восприниматься в соответствии с типичными гендерными ролями. Женщины активно участвовали в процессе пробуждения, но теперь увидели регресс в статусе и правах женщин. Во время движения за независимость несколько выдающихся женщин, таких как Сармите Элерте, Сандра Калниете и Рута Шац-Марьяш, сыграли заметную роль в поддержке независимости. Женщины, выступавшие против независимости от Советского Союза, также получили известность, например, Татьяна Жданок, которая стала одним из лидеров Интерфронта. Однако во время движения за независимость женские проблемы не были главной заботой.
По словам Ирины Новиковой, женщины не имели полномочий в политической сфере и, таким образом, испытывали больше трудностей, чем мужчины, боролись за обеспечение адекватных прав и испытывали большие трудности как в общественной, так и в личной жизни. В результате падения уровня жизни торговля женщинами и проституция стали серьёзной проблемой. Отсутствие правил и законов привело к расширению латвийской секс-индустрии. Торговля людьми в Латвии также принимает форму торговли женщинами в Западную Европу.
Несмотря на трудности, доля женщин в рабочей силе в Латвии очень высока, почти наравне с мужчинами: по состоянию на 2019 год уровень занятости женщин и мужчин в возрасте 15-64 лет составлял 70,7 % и 73,9 %.
Насилие в отношении женщин остаётся серьёзной проблемой в Латвии, в стране очень высокий уровень убийств женщин.
В XXI веке многие латвийские женщины являются частью латышской диаспоры и, следовательно, непосредственно приобщаются к культуре других стран. После вступления Латвии в Европейский союз и финансового кризиса 2007—2008 годов страну покинуло до 200 000 латышей.